# Ferdinand I. (Bulgarien)

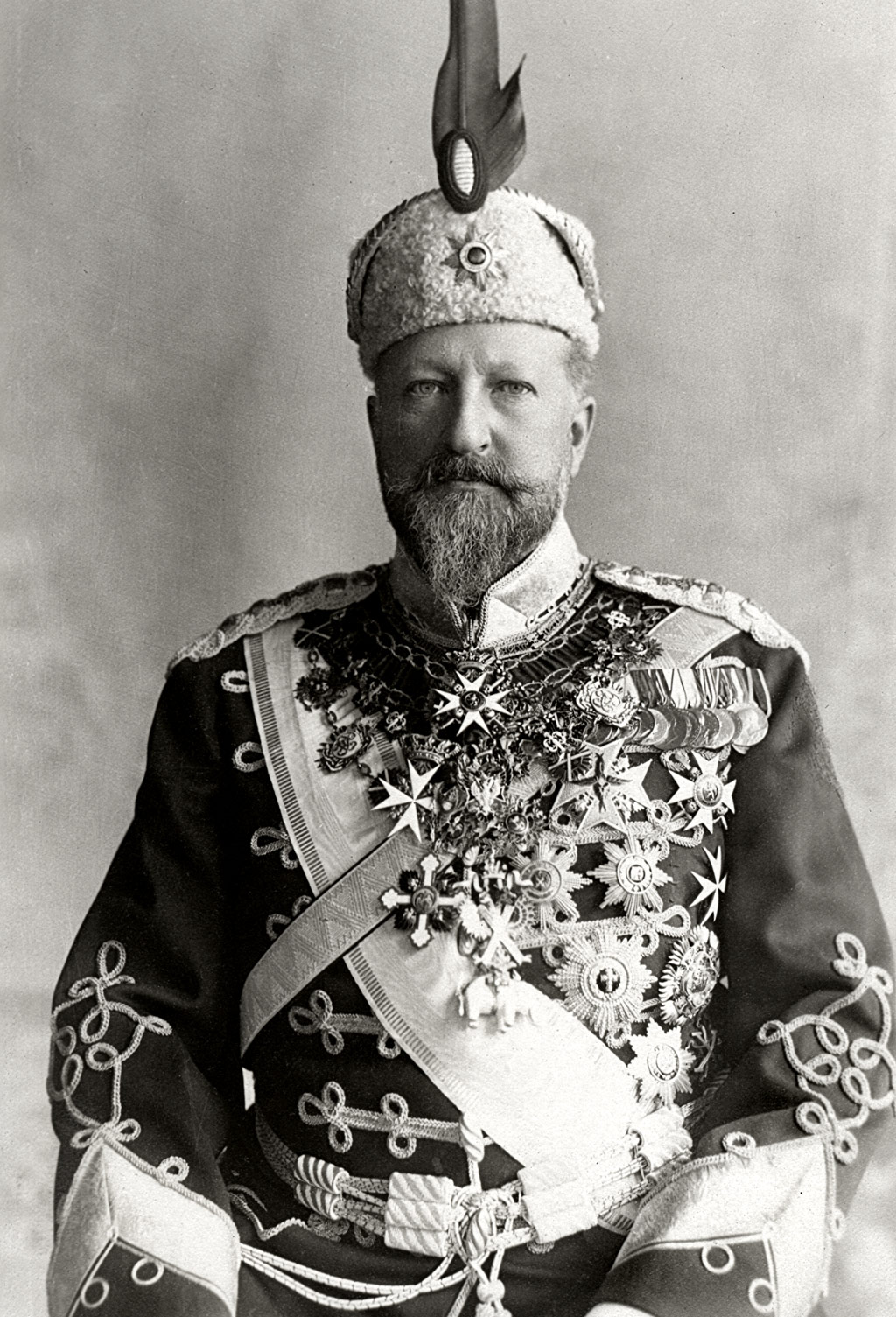
Ferdinand I. von Bulgarien, 1912

Ferdinand I. (* 26. Februar 1861 als Ferdinand Maximilian Karl Leopold Maria von Sachsen-Coburg und Gotha in Wien; † 10. September 1948 in Coburg) aus der Dynastie Sachsen-Coburg-Koháry der Wettiner war ab 1887 Knjaz (Fürst) und von 1908 bis 1918 Zar von Bulgarien. Nach dem für Bulgarien verlustreichen Ende des Ersten Weltkrieges dankte Ferdinand zu Gunsten seines Sohnes Boris III. ab.

## Leben

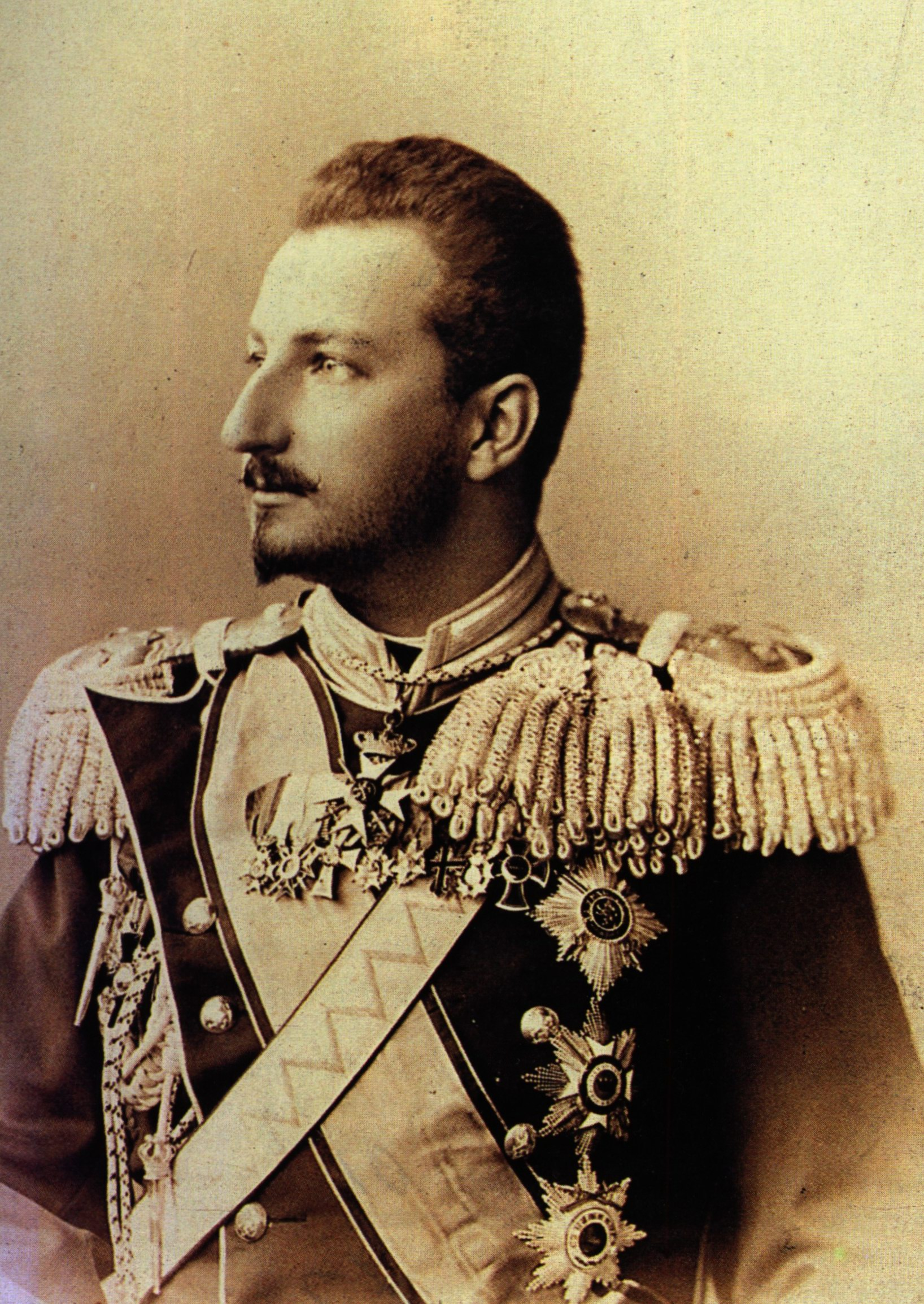
Ferdinand I. von Bulgarien in jungen Jahren

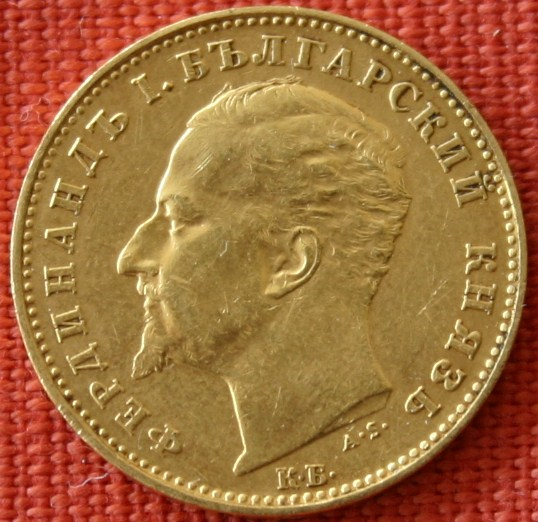
20-Lewa-Goldmünze von 1894 mit dem Konterfei von Ferdinand I.

Seine Eltern waren der österreichische General August von Sachsen-Coburg und Gotha (1818–1881) und Clémentine von Orléans (1817–1907), Tochter des französischen Königs Louis-Philippe. Damit war er Großneffe des Coburg-Gothaischen Herzogs Ernst I. sowie ein Neffe 2. Grades von Prinz Albert, dem Ehemann von Königin Victoria. Im Familienkreis hatte er den Spitznamen „Foxy Ferdie“ („schlauer Ferdie“). Im Jahre 1887 soll er eine Affäre mit Katharina Schratt, der Vertrauten des österreichischen Kaisers Franz Joseph I., gehabt haben.

### Fürst und Zar von Bulgarien
Nachdem der bulgarische Fürst Alexander I. von Battenberg nach dem Putsch von 1886 hatte abdanken müssen, wählte eine Regentschaft unter der Führung von Stefan Stambolow Ferdinand zu dessen Nachfolger. Dieser wurde am 25. Junijul. / 7. Juli 1887greg. vom bulgarischen Parlament im Amt des Prinzregenten im formell dem Osmanischen Reich unterstehenden Land bestätigt. Die Anerkennung durch die Pforte und die europäischen Großmächte erlangte er allerdings erst 1896. Zum Zeitpunkt seiner Wahl zum bulgarischen König war Ferdinand österreichisch-ungarischer Offizier.
Innenpolitisch stand Bulgarien im Zeichen der liberalen Reformen von Ministerpräsident Stefan Stambolow, während außenpolitisch eine Entfremdung gegenüber der bisherigen Schutzmacht Russland zu beobachten war, die am 8. November 1886 die diplomatischen Beziehungen mit Bulgarien abgebrochen und sich gegen den „westlichen“ Kandidaten Ferdinand gestellt hatte.
Nach Stambolows Rücktritt (31. Mai 1894) und Ermordung (19. Juli 1895) begann eine Wiederannäherung an Russland. Ferdinand entschloss sich, Bulgarien mit Russland zu versöhnen, indem er den katholisch getauften Thronfolger Boris als Dreijährigen orthodox taufen ließ, mit dem russischen Zaren Nikolaus II. als Paten.
Die politische Schwäche des Osmanischen Reiches zu Beginn der Bosnischen Annexionskrise ausnutzend, erklärte Ferdinand am 22. Septemberjul. / 5. Oktober 1908greg. in Weliko Tarnowo die Unabhängigkeit seines Landes. Zugleich nahm er den Titel eines Zaren von Bulgarien an. In den Jahren vor Ausbruch des Ersten Weltkrieges war es sein Ziel, bei der Aufteilung des osmanischen Besitzes in Europa Bulgarien einen möglichst großen Anteil zu sichern und das Land so zur regionalen Vormacht auf dem Balkan zu machen. Zu diesem Zweck trat er dem Balkanbund bei, der 1912 dem Osmanischen Reich den Krieg erklärte. Dieser Erste Balkankrieg war nach wenigen Wochen siegreich beendet. Bulgarien erhielt im Londoner Vertrag 1913 in Thrakien mit Dedeagatsch (heute Alexandroupolis) einen Zugang zur Ägäis; die Landesgrenze im Südosten verschob sich bis zur Linie Enos-Midia rund 30 km vor Istanbul.
Im selben Jahr kam es zum Streit um den Besitz Makedoniens mit Serbien und Griechenland, der zum Zweiten Balkankrieg führte, in dem Bulgarien gegen Rumänien, Serbien, Griechenland, Montenegro und die Osmanen isoliert stand und daher den Krieg schnell verlor. Im Frieden von Bukarest am 10. August 1913 musste Bulgarien die südliche Dobrudscha an Rumänien und das Gebiet von Edirne an die Türkei abtreten, behielt aber den Ägäiszugang. Der serbische Besitz Makedoniens musste anerkannt werden. Im Bündnis mit den Mittelmächten (Vertrag vom 6. September 1915) sah Ferdinand die Chance, diese „demütigenden“ Bedingungen im Kampf mit den Serben und Griechen im Ersten Weltkrieg zu revidieren. Tatsächlich gelang es den bulgarischen Truppen zunächst, gemeinsam mit Österreich-Ungarn und dem Deutschen Reich Makedonien zu besetzen. Die Unterwerfung Rumäniens brachte 1916 die Rückgewinnung der Süd-Dobrudscha. Im Kampf gegen Griechenland konnten Teile Thrakiens besetzt werden. Diese Erfolge wurden aber durch spätere Siege der Alliierten zunichtegemacht, und nach dem Wladaja-Aufstand sah sich Bulgarien am 30. September 1918 als erster Verbündeter der Mittelmächte zur Kapitulation gezwungen (formal war es ein Waffenstillstand). Ferdinand dankte am 3. Oktober ab; sein ältester Sohn Boris bestieg den Thron am gleichen Tag.

### Exil und Tod

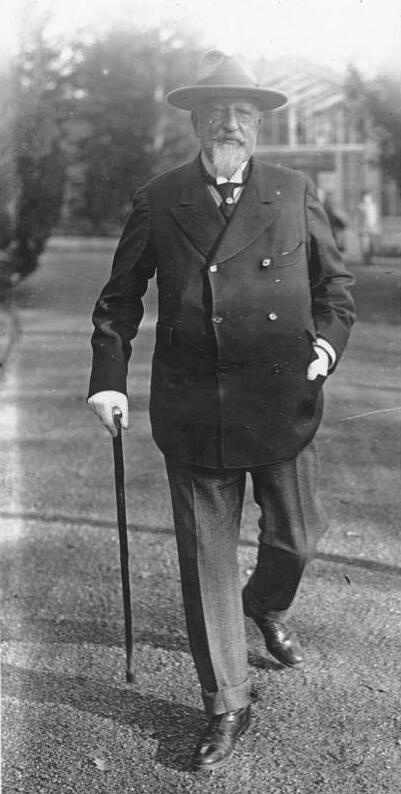
Ferdinand I. von Bulgarien, 1928

Da Österreich Ferdinand Asyl verweigerte, fuhr er Anfang Oktober 1918 mit dem Zug nach Coburg, wo er zeitweise im von ihm Augustenpalais genannten Bürglaß-Schlösschen, zeitweise in einer Villa im Hofgarten wohnte. Ein weiterer Wohnsitz war Schloss Svätý Anton in der Slowakei.
Schon als österreichischer Offizier hatte Ferdinand Verbindungen nach Bayreuth. Die Bayreuther Festspiele besuchte er erstmals 1883, wurde Anhänger der Musik Wagners sowie Stammgast in Bayreuth und verlieh einigen Geschäftsleuten den Titel eines königlich-bulgarischen Hoflieferanten. Ferdinand unterstützte finanziell die Festspiele und andere Projekte wie eine neue Orgel für die Stadtkirche. Am 22. August 1928 beschloss der Bayreuther Stadtrat die Verleihung der Ehrenbürgerrechte. Adolf Hitler, mit dem Ferdinand wiederholt in Bayreuth zusammentraf, bewunderte den Zaren als einen der klügsten Fürsten seiner Zeit. Der hochgebildete Adelige, den Welten vom Nationalsozialisten trennten, dürfte dessen Sympathie kaum erwidert haben.
Das Verhältnis Ferdinands zum Nationalsozialismus schien zwiespältig zu sein. Im Briefverkehr mit der Coburger Stadtverwaltung verzichtete er auf die übliche Schlussformel „Heil Hitler“, stellte aber im November 1933 dem hauptamtlichen SS-Führer Emil Mazuw ein Kraftfahrzeug zur Verfügung. Bei der Weihe der neuen Rathausglocke unter der Bezeichnung Franz-Schwede-Glocke trat er im September 1933 als Ehrengast zusammen mit der NSDAP auf. Anlässlich seines 80. Geburtstages verlieh Coburg am 26. Februar 1941 Ferdinand, der sich auf Schloss Svätý Anton aufhielt, für seine Förderung des Naturkundemuseums, des Landestheaters, der Gewerbeschule und des Bulgarenturms der Veste Coburg die Ehrenbürgerrechte. Die Übergabe der Urkunde durch den Oberbürgermeister August Greim konnte nach dem Willen von Ferdinand erst am 16. Mai 1942 in seinem Coburger Domizil, dem Augusten-Palais, in kleinem Kreis und nicht, wie von der Stadt gewünscht, im Rathaus mit einem größeren Zeremoniell folgen.
Ferdinand I. gehörte einst zu den vermögendsten Fürsten Europas. Anfangs war er nach seiner Abdankung durch Rücklagen und Ausgleichszahlungen für Ländereien und Schlösser der Sachsen-Coburg-Koháry finanziell abgesichert. Er hatte sich beim Kriegseintritt Bulgariens an der Seite der Mittelmächte im Herbst 1915 zusichern lassen, dass das Deutsche Reich ihm bei einem negativen Kriegsergebnis einen standesgemäßen Lebensunterhalt gewähren und für Vermögensverluste entschädigen werde. 1921 wurde eine als endgültig vereinbarte Abfindungssumme von 25 Mio. Mark gezahlt. Aufgrund seiner Verluste durch die Inflation wurde ihm ab 1927 eine Jahresrente von 120.000 RM gewährt. Nach dem Zweiten Weltkrieg verbrachte er seine letzten Lebensjahre in ärmlichen Verhältnissen.
Am 10. September 1948 starb er im Augustenpalais, am 13. September wurde er in der Krypta der Coburger Kirche Sankt Augustin in einem „Reisesarg“ beigesetzt, da es sein Wunsch war, seine letzte Ruhestätte in heimatlicher Erde zu finden. Ende Mai 2024 wurden seine sterblichen Überreste nach Sofia überführt und in der Krypta des Vrana-Palasts beigesetzt.
Er war unter anderem Inhaber des k.u.k. Husarenregiments „Ferdinand I. König der Bulgaren“ Nr. 11 sowie des 23. Königlich Bayerischen Infanterie-Regiments „König Ferdinand der Bulgaren“.

### Naturwissenschaftliches Engagement
Bereits bevor er als Fürst und später als Zar die Politik Bulgariens verantwortete, entwickelte er ausgeprägte botanische, entomologische und ornithologische Interessen. Diese zeigen sich unter anderem darin, dass er die Bulgarische Akademie der Wissenschaften, das königliche Naturgeschichtliche Museum und den Zoologischen Garten von Sofia gründete.
Außerdem erwarb er als Ferdinand I. von Bulgarien die Original-Abbildungs-Vorlagen für die Grafiken in der besonders prächtigen 3. Auflage der Naturgeschichte der Vögel Mitteleuropas. Dieses Werk, dessen ursprünglicher Autor der deutsche Ornithologe Johann Friedrich Naumann ist, enthält in der überarbeiteten Ausgabe von 1905 Arbeiten der damals bedeutendsten Tiermaler wie John Gerrard Keulemans und Eduard de Maes, Bruno Geisler, Otto Kleinschmidt und Stefan von Necsy. Die Originale überstanden Kriegszeiten und politische Umwälzungen in Sofia. Sie wurden 2018 im Historischen Regionalmuseum Sofia erstmals in einer Ausstellung präsentiert.
Im Exil in Coburg widmete er sich insbesondere seinen Herbarien und Insektensammlungen. Im Jahr 1925 wurde er zum Mitglied der Leopoldina gewählt. Ferdinand unternahm zahlreiche Exkursionen, so 1930 und 1933 nach Ostafrika, Ägypten und in den Sudan. Von diesen Reisen brachte er viele Vögel mit nach Coburg, die er in etwa hundert Volieren im Hofgarten neben seiner Villa hielt.
Als Ornithologe und Botaniker machte er sich in Fachkreisen einen Namen. So wurde er Ehrenmitglied der Deutschen Ornithologischen Gesellschaft und aufgrund seiner Verdienste um die Entwicklung der Naturwissenschaft 1942 Ehrendoktor der Universität Erlangen.

### Kulturelles Engagement
Er unterstützte die Richard-Wagner-Festspiele und war bei sämtlichen Festspielen zwischen 1883 und 1943 in der Stadt Bayreuth, welche ihn 1928 zum Ehrenbürger ernannte.

## Ehe und Nachkommen

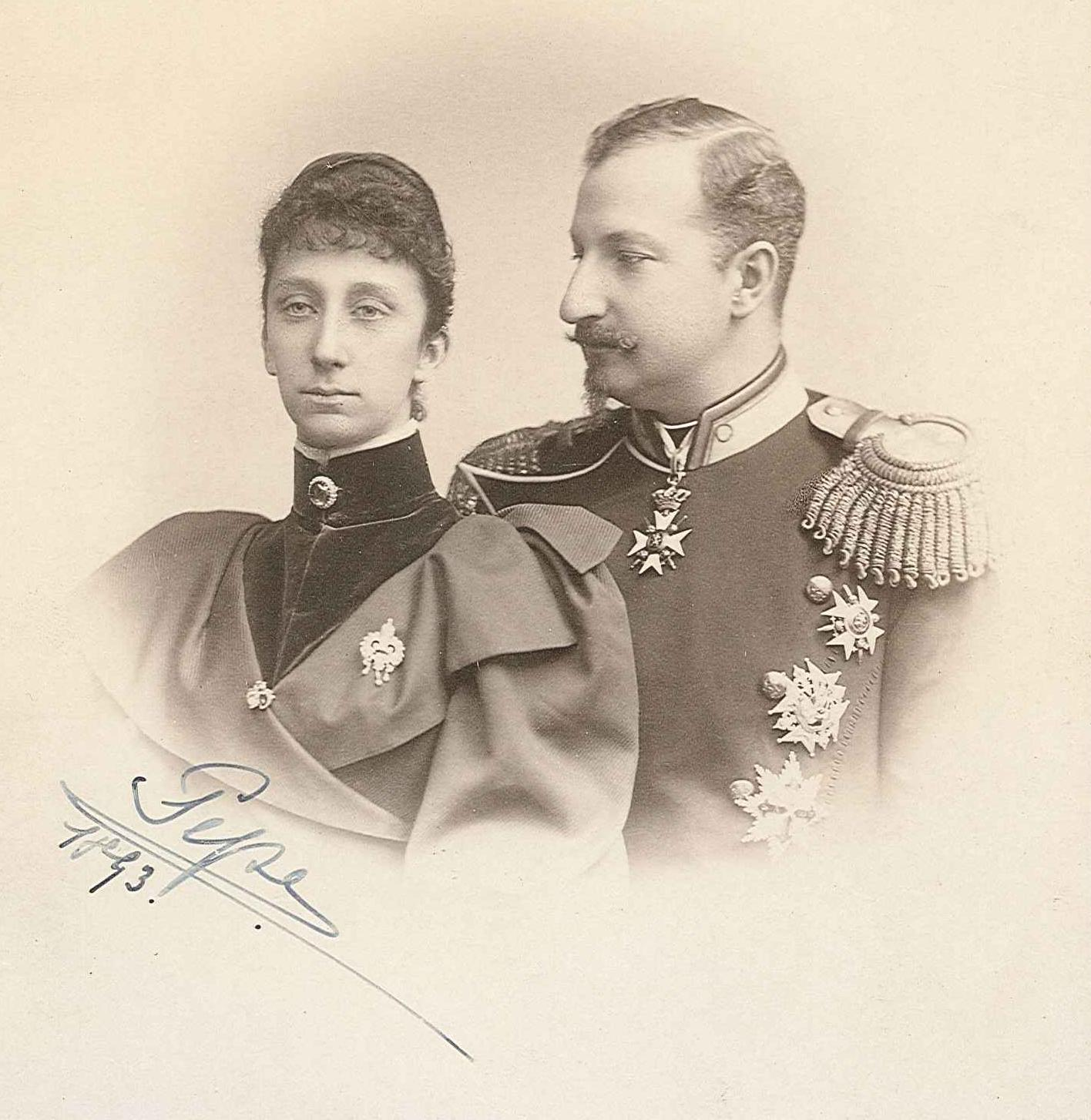
Ferdinand I. von Bulgarien und seine Frau Marie Louise, 1893

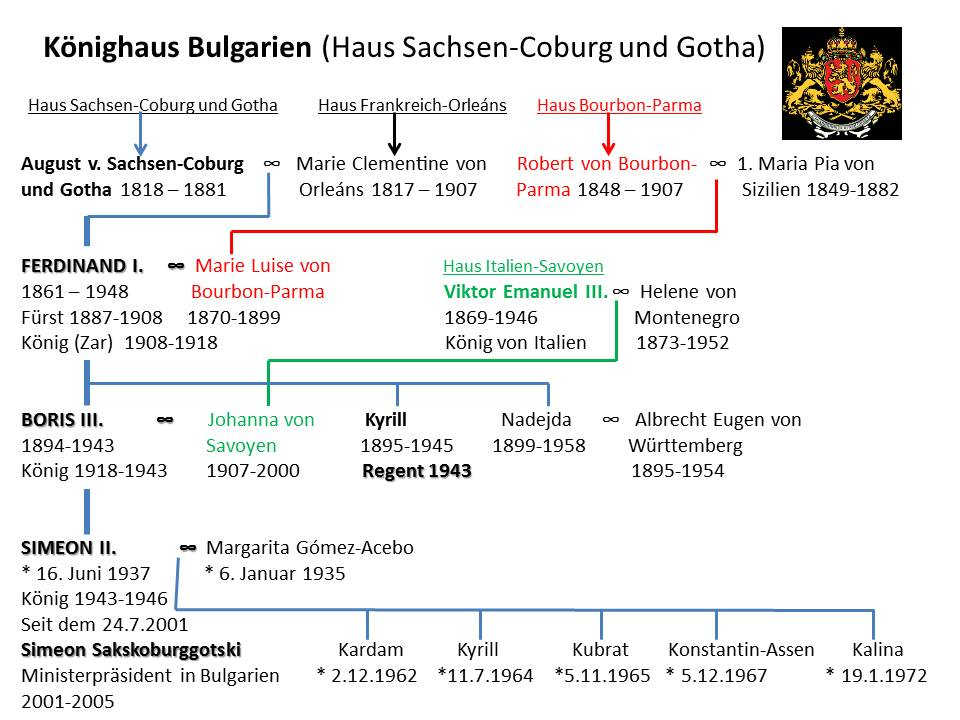
Stammtafel Königshaus Bulgarien (Sachsen-Coburg und Gotha)

1893 heiratete Ferdinand I. Marie Louise von Bourbon-Parma (1870–1899), eine Halbschwester der Kaiserin Zita, mit der er vier Kinder hatte:
- Thronfolger Boris III. (1894–1943), heiratete am 25. Oktober 1930 in Assisi Giovanna von Savoyen
- Kyrill (1895–1945)
- Eudoxia (1898–1985)
- Nadeshda (1899–1958), heiratete am 24. Januar 1924 in Bad Mergentheim Albrecht Eugen Herzog von Württemberg[15]

In zweiter Ehe heiratete er 1908 Prinzessin Eleonore Reuß zu Köstritz (1860–1917), Tochter von Heinrich IV. von Reuß-Köstritz.

## Trivia
Ferdinand galt – wie auch später sein Sohn Boris – als Eisenbahnfreund und steuerte im In- wie Ausland selbst gern Lokomotiven, mitunter auch Züge wie den berühmten Orient-Express. Allerdings soll sein rüder Fahrstil des Öfteren zu Beschwerden von Fahrgästen geführt haben. Angeblich ging bei deutschen Lokomotivführern das Gerücht um, man müsse sich die Taschen zuknöpfen, da sich Ferdinand durch das Zustecken von Geldstücken so für das Überlassen des Dampfreglers erkenntlich gezeigt habe. Eine offizielle Lokomotivführer-Berechtigung besaß Ferdinand im Gegensatz zu seinem Sohn allerdings nicht.